# 프리오노돈속 (식물)
프리오노돈속(Prionodon)은 털깃털이끼목에 속하는 이끼 속의 하나이다. 프리오노돈과(Prionodontaceae)의 유일속으로 9종으로 이루어져 있다.

## 하위 종
- Prionodon balboi
- Prionodon contortus
- Prionodon densus
- Prionodon dichotomus
- Prionodon fuscolutescens
- Prionodon hoffmannii
- Prionodon jamesonii
- Prionodon luteovirens
- Prionodon lycopodioides